# Kathmandou (album)
Kathmandou was het vierde album van de Belgische groep De Elegasten.
De lp bevat met het gelijknamige psychedelische opus een van de langste nummers uit de Vlaamse muziekgeschiedenis.

## Tracklist
- Kathmandou
  - Wie tot de nacht sprak
  - Ik heb mijn lijf gescheurd
  - Waar trek je heen
  - Kathmandou
  - Zag jij de flamingo's niet
  - De schaduw van de bomen
  - Kathmandou in Nepal
  - Ik wentelde in licht
  - Er lag een stuk verhakkeld mens
- Veronikja
- Bibbis wijsje
- Kinderen van de zon
- Het begin
- De generaal
- Niet op kogels en kanonnen[2]

## Meewerkende artiesten
- Herman Elegast
- Herman Van Caeckenberghe
- Paul Poppe
- Ray Poppe
- Riet Bracke
- Yvan Poppe